# Moviment Futur
Moviment Futur (en àrab تيار المستقبل, Tayyār al-Mustaqbal) és un moviment polític del Líban dirigit per Saad Hariri, el fill menor de l'anterior primer ministre del Líban mort assassinat, Rafik Hariri. El moviment és la facció majoritària de la coalició Aliança 14 de Març, que va guanyar per majoria absoluta les eleccions parlamentàries de 2005 i 2009.
Va ser fundat oficialment com a partit l'agost de 2007, tot i que no se'n va declarar fins al 5 d'abril de 2009 en un acte al centre de convencions BIEL de Beirut. Com molts altres partits libanesos, es declara oficialment secular, i la seva política econòmica, predominantment liberal, està recolzada pels musulmans sunnites del Líban.
Després de l'assassinat d'Ahmad Abdel-Wahid, demanà immediatament la dimissió del Primer Ministre libanès sunnita Najib Mikati, argumentant que el gabinet de l'Aliança 8 de Març mostrà incapacitat per a mantenir la seguretat interna del país. 1 El partit és membre observador de la Internacional Liberal.